# Охотско-эвенская правда
«Охотско-эвенская правда» — российская районная общественно-политическая газета на русском языке, издающаяся в Охотском районе Хабаровского края. Освещает общественно-политические события, происходящие в районе и за его пределами. Учредителями газеты являются администрация Охотского муниципального района и комитет по печати, полиграфической промышленности и телерадиовещанию правительства Хабаровского края. Выходит 2 раза в неделю.
Издаётся с 7 ноября 1933 года. Первоначально была печатным органом Охотско-Эвенского окружного комитета ВКП(б), а после его упразднения стала охотской районной газетой, сохранив первоначальное название. В 1930-е годы часть материалов печаталась на эвенском языке.
Редактором газеты с 1 октября 2018 года является Александр Григорьевич Гордиенко. На данный момент газета не имеет своего представительства в интернете.